# Edeltraud
Edeltraud, auch Edeltraut geschrieben, ist ein weiblicher Vorname.

## Herkunft und Bedeutung
Edeltraud ist die neuere Schreibweise von Adeltraud. Adeltraud entstand aus der Zusammensetzung der althochdeutschen Begriffe adal (edel, vornehm) und trud (Stärke, Kraft).

## Namenstag
25. Februar, Gedenktag der heiligen Adeltrudis († um 696), katholische Heilige und Äbtissin des Klosters Maubeuge in Nordfrankreich
Auch der 23. Juni wird als Namenstag von Edeltraud genannt.

## Varianten
- deutsch: Adeltraud, Adeltrud, Edeltraut, Edeltrud
- Kurzformen: Ada, Adda zu Vollnamen mit Adel-; Edi, Edel, Edda zu Vollnamen mit Edel-

## Namensträgerinnen
- Æthelthryth († 23. Juni 679), die Heilige Edeltraud, angelsächsische Königin und Äbtissin
- Edeltraud Abel (1924–1994), deutsch-schweizerische Malerin und Grafikerin
- Edeltraud Braun von Stransky (1924–2023), deutsche Malerin, Mosaikkünstlerin und Kunstpädagogin
- Edeltraud Brexner (1927–2021), Primaballerina an der Wiener Staatsoper
- Edeltraud Bülow (* 1937), deutsche Linguistin
- Edeltraud Eckert (1930–1955), deutsche Schriftstellerin
- Edeltraut Elsner (1936–2017), deutsche Schauspielerin
- Edeltraud Engelhardt (1917–1999), deutsche Scherenschnittkünstlerin und Regisseurin
- Edeltraud Faßhauer (* 1947 oder 1948), deutsche Fachärztin für Innere Medizin, Hämatologie und Onkologie
- Edeltraud Forster (1922–2019), deutsche Benediktinerin und Äbtissin von Rupertsberg und Eibingen
- Edeltraud Gatterer (* 1954), österreichische Politikerin (ÖVP)
- Edeltraud Günther (* 1965), deutsche Wirtschaftswissenschaftlerin
- Edeltraud Hanappi-Egger (* 1964), österreichische Informatikerin
- Edeltraut Herder (1918–2004), deutsche Schriftstellerin
- Edeltraud Hollay (* 1946), baden-württembergische Politikerin (SPD)
- Edeltraut Klapproth (1909–2005), deutsche Kunstmalerin
- Edeltraud Klueting (* 1951), deutsche Historikerin und katholische Theologin
- Edeltraut Knehr (1904–1989), deutsche Pädagogin und Psychologin
- Edeltraud Koch (* 1954), deutsche Schwimmerin
- Edeltraud Kolley (* 1940), deutsche theoretische Physikerin und Hochschullehrerin
- Edeltraud Kuchtner (1907–2002), deutsche Politikerin (CSU)
- Edeltraud Lentsch (* 1947), österreichische Politikerin (ÖVP)
- Edeltraud Plattner (* 1959), deutsche Politikerin (CSU)
- Edeltraut Richter (1924–1986), deutsche Schauspielerin
- Edeltraud Rogée (* 1954), deutsche Politikerin (Die Linke)
- Edeltraud Roller (1957–2020), deutsche Politikwissenschaftlerin
- Edeltraud Schubert (1917–2013), deutsche Schauspielerin
- Edeltraut Staimer (1927–2020), deutsche katholische Theologin und Hochschullehrerin
- Edeltraut Töpfer (* 1949), deutsche Juristin, ehemalige Richterin und Politikerin
- Edeltraud Vomberg (* 1960), deutsche Sozialwissenschaftlerin
- Edeltraud Willjung (* 1967), rumänisch-deutsche Malerin und Autorin

Edeltrud
- Edeltrud Beer (* 1927), österreichische Paläontologin
- Edeltrud Meistermann-Seeger (1906–1999), deutsche Psychoanalytikerin und Hochschullehrerin
- Edeltrud Posiles (1916–2016),  österreichische Gerechte unter den Völkern